# Messidor

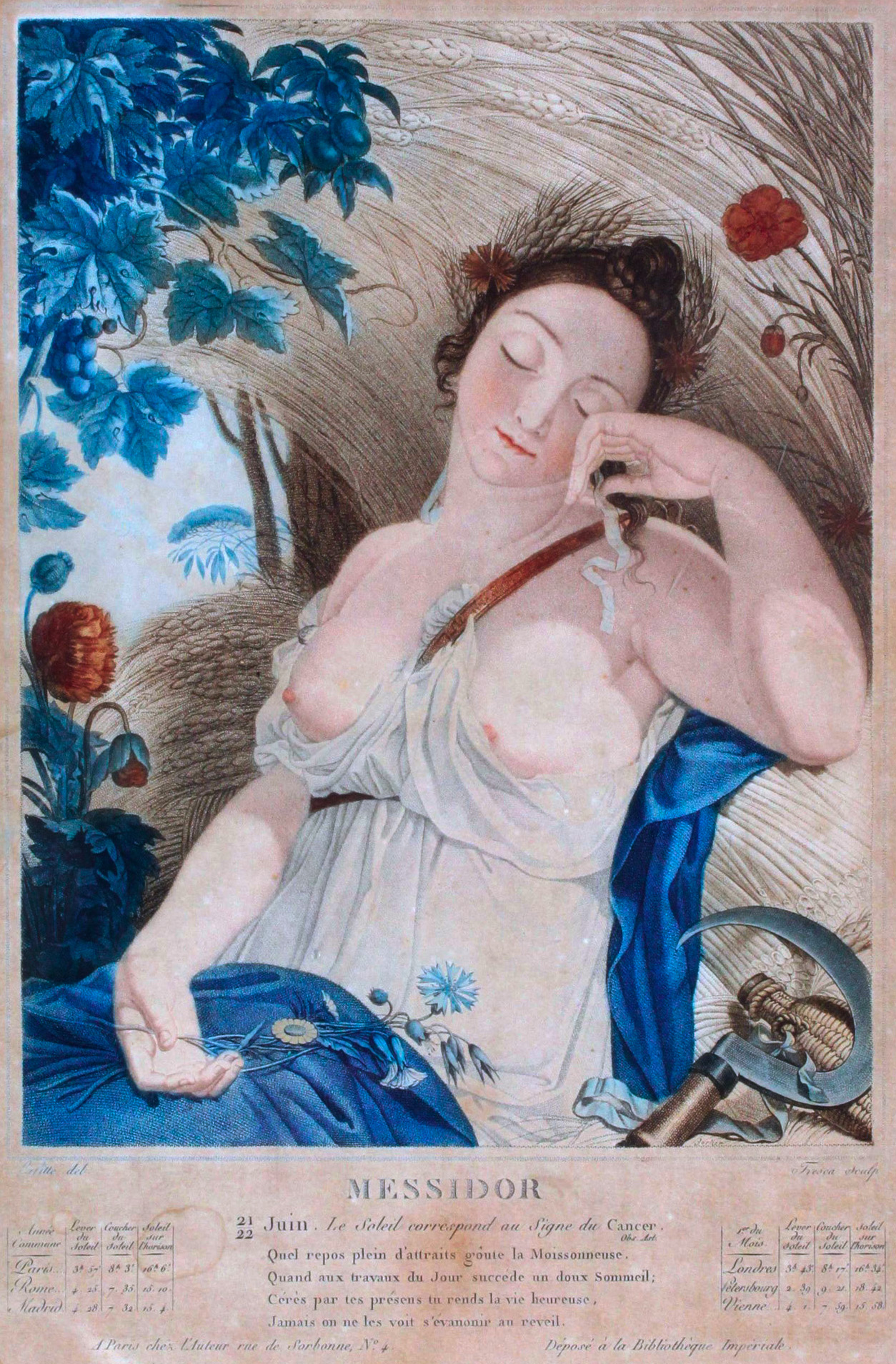
Alegoria do Messidor

Messidor (messidor em francês) era o décimo mês do Calendário Revolucionário Francês que esteve em vigor na França de 22 de setembro de 1792 a 31 de dezembro de 1805.
O messidor correspondia geralmente ao período compreendido entre 19 de junho e 18 de julho do calendário gregoriano; recobrindo, aproximadamente, o período durante o qual o sol atravessa a constelação zodiacal de Câncer.
O nome se deve ao "aspecto das espigas onduladas e das colheitas douradas que cobrem os campos de junho a julho", de acordo com os termos do relatório apresentado à Convenção em 3 brumário do ano II (24 de outubro de 1793) por Fabre d'Églantine, em nome da "comissão encarregada da confecção do calendário".